# Monte Usborne
O monte Usborne (chamado de Cerro Alberdi em espanhol) é uma montanha na ilha do Leste das Malvinas com 705 m de altitude. É o ponto mais alto das ilhas Malvinas. O monte aparece no livro de Charles Darwin The Zoology of the Voyage of the Beagle.
A montanha é chamada assim em homenagem a Alexander Burns Usborne, um dos principais nomes no navio HMS Beagle, que levou Darwin em sua famosa viagem.

Localização do monte Usborne